# Christen-Democratisch en Vlaams
El Christen-Democratisch en Vlaams, CD&V ("Cristià Democràtic i Flamenc"), és un partit flamenc democristià. Marianne Thyssen n'és l'actual presidenta. A les eleccions federals belgues del 10 de juny de 2007, CD&V i N-VA van formar una aliança de la qual Yves Leterme n'era el candidat per ser president.

## Ideologia del partit
El CD&V és d'ideologia cristianodemòcrata i confederalista respecte a les relacions entre Flandes i l'estat belga.

## Història
En origen el partit es declarava com demòcrata cristià, però aquesta definició ha estat substituïda pel concepte de bé comú.
El CVP i els socialistes flamencs (SP) van patit greus pèrdues a les eleccions legislatives belgues de 1991 i el Vlaams Blok va tenir un gran increment, i en conseqüència, la formació d'un nou gabinet va ser extremadament difícil. Després que Guy Verhofstadt i Melchior Wathelet fracassessin, Jean-Luc Dehaene (CVP) va formar en 1992 un govern de coalició de democristians i socialdemòcrates, amb la participació del seu partit, els socialistes de Flandes (SP) i de Valònia (PS) i el Partit Social Cristià (PSC), que es va convertir en un dels governs més importants de Bèlgica, perquè va dur a terme substancials reformes socials, constitucionals i fiscals.
En les eleccions legislatives i regionals de 1999, el CD&V pateix un esfondrament polític, a causa de la dolenta gestió de pel cas de l'assassí en sèrie Marc Dutroux i l'enverinament per olis contaminats amb dioxina, el que fa que l'oposició controli pràcticament tots els poders.

### Christen-Democratisch en Vlaams
El 2001 el partit va canviar el seu nom a Christen-Democratisch en Vlaams, romanent al Partit Popular Europeu. A les eleccions legislatives belgues de 2003 van afeblir encara més la seua posició a nivell federal. A les eleccions regionals belgues de 2004, el CD&V va presentar una llista comuna juntament amb el Nieuw-Vlaamse Alliantie (Formació Nacionalista Flamenca N-VA), i aconsegueix un millor èxit. Torna doncs al poder en la Regió flamenca, en un govern de coalició juntament amb el Partit Socialista (Socialistische Partij Anders, SPA) i els Liberals i Demòcrates Flamencs (Vlaamse Liberalen en Democraten, VLD).
A les eleccions legislatives belgues de 2007 es presentà amb N-VA i fou el partit més votat. Yves Leterme aconseguí la presidència del govern però el 22 de setembre de 2008 la coalició de govern amb la N-VA es va desintegrar a conseqüència de dissensions en els debats relatius a la reforma de l'Estat, i a les eleccions legislatives belgues de 2010, en solitari només va aconseguir el 17% del vot a Flandes perdent la majoria del vot socialdemòcrata, que va passar a mans del N-VA, que va aconseguir el 28%. Després de la dimissió de Marianne Thyssen en 2010, Wouter Beke es convertí en el líder del partit.
L'11 d'octubre de 2011 es va presentar un acord entre els partits flamencs CD&V, Open Vlaamse Liberalen en Democraten (Open VLD), Socialistische Partij Anders (sp.a), Groen! i els francòfons Parti Socialiste (PS), Mouvement Réformateur (MR), Centre Demòcrata Humanista (CDH) i Ecolo per a una sisena reforma institucional en la que el districte electoral i judicial de Brussel·les-Halle-Vilvoorde es dividiria, es transferirien competències federals a les comunitats i regions com economia, ocupació i política familiar, i el Senat belga ja no seria elegit directament, sinó que es convertirà en una assemblea de parlaments regionals, amb menys membres. Tanmateix, encara s'havia de formar una coalició de govern, que s'establiria el 6 de desembre del 2011 amb Elio Di Rupo com a primer ministre fruit del nou acord entre PS, CD&V, MR, SP.A, Open VLD i CDH.
Després de les eleccions de 2014, Charles Michel del MR esdevingué el primer ministre més jove de la història de Bèlgica amb un govern de coalició de N-VA, MR, CD&V i Open VLD.
En les eleccions legislatives belgues de 2019 el CD&V va perdre molta representació, i amb l'entrada de Wouter Beke al govern flamenc de Jan Jambon va deixar la presidència del partit, que va passar a mans de Joachim Coens. L'1 d'octubre de 2020 Alexander De Croo de l'Open Vld va assumir el càrrec de primer ministre amb el govern de coalició del seu partit, l'Open Vld amb el MR, els socialistes de Flandes (Endavant) i de Valònia (PS), el CD&V i els ecologistes flamencs i els valons. Coens va dimitir com a president del partit en maig de 2022 després que una enquesta va anunciar una intenció de vot del 8,7%, un mínim històric per al partit, i va escollir com a nou líder Sammy Mahdi.
Després de les eleccions legislatives belgues de 2024, el 31 de gener de 2025 Bart de Wever va anunciar al rei dels belgues Felip de Bèlgica l'acord de govern dels nacionalistes flamencs de Nieuw-Vlaamse Alliantie (N-VA), els liberals del Mouvement Réformateur (MR) i Els Compromesos, els demòcratacristians flamencs del CD&V i els flamencs demòcrates social d'Endavant, amb 82 escons de 150 a la Cambra de Representants i una agenda amb més federalisme, més autonomia per a les unitats constituents, retallades en la despesa pública social i una setena reforma de l'Estat.

## Resultats electorals
| Eleccions legislatives belgues | Eleccions legislatives belgues | Eleccions legislatives belgues | Eleccions legislatives belgues | Eleccions legislatives belgues | Eleccions legislatives belgues | Eleccions legislatives belgues | Eleccions legislatives belgues |
| Any                            | Lider                          | Vots                           | %                              | +/-                            | Escons                         | +/-                            | Govern                         |
| ------------------------------ | ------------------------------ | ------------------------------ | ------------------------------ | ------------------------------ | ------------------------------ | ------------------------------ | ------------------------------ |
| 1971                           |                                | 967,701                        | 18,3 / 100                     | Nou                            | 47 / 212                       | Nou                            | Coalició                       |
| 1974                           |                                | 1,222,646                      | 23,2 / 100                     |                                | 50 / 212                       | ▲ 3                            | Coalició                       |
| 1977                           |                                | 1,460,757                      | 26,2 / 100                     |                                | 56 / 212                       | ▲ 6                            | Coalició                       |
| 1978                           |                                | 1,447,112                      | 26,1 / 100                     |                                | 57 / 212                       | ▲ 1                            | Coalició                       |
| 1981                           |                                | 1,165,239                      | 19,3 / 100                     |                                | 43 / 212                       | 14                             | Coalició                       |
| 1985                           |                                | 1,291,244                      | 21,3 / 100                     |                                | 49 / 212                       | ▲ 6                            | Coalició                       |
| 1987                           |                                | 1,195,363                      | 19,4 / 100                     |                                | 43 / 212                       | 6                              | Coalició                       |
| 1991                           |                                | 1,036,165                      | 16,8 / 100                     |                                | 39 / 212                       | 4                              | Coalició                       |
| 1995                           |                                | 1,042,933                      | 17,2 / 100                     |                                | 29 / 150                       | 10                             | Coalició                       |
| 1999                           | Jean-Luc Dehaene               | 875,967                        | 14,1 / 100                     |                                | 22 / 150                       | 7                              | Oposició                       |
| 2003                           | Stefaan De Clerck              | 870,749                        | 13,3 / 100                     |                                | 21 / 150                       | 1                              | Oposició                       |
| 2007                           | Yves Leterme                   | En coalició amb N-VA           | En coalició amb N-VA           | En coalició amb N-VA           | 25 / 150                       | ▲ 4                            | Coalició                       |
| 2010                           | Marianne Thyssen               | 707,986                        | 10,9 / 100                     |                                | 17 / 150                       | 8                              | Coalició                       |
| 2014                           | Wouter Beke                    | 783.040                        | 11,61 / 100                    | ▲ 0.76                         | 18 / 150                       | ▲ 1                            | Coalició                       |
| 2019                           | Wouter Beke                    | 602.520                        | 8,89 / 100                     | ▼ 2.72                         | 12 / 150                       | ▼ 6                            | Coalició                       |
| 2024                           | Sammy Mahdi                    | 557.392                        | 7,98 / 100                     | ▼ 0,91                         | 11 / 150                       | ▼ 1                            | Coalició                       |

### Senat
| Any  | Vots                 | %                    | Escons   | +/- |
| ---- | -------------------- | -------------------- | -------- | --- |
| 1971 | En coalició amb CDH  | En coalició amb CDH  | 12 / 106 | Nou |
| 1974 | 1,219,811            | 25.5                 | 27 / 106 | 15  |
| 1977 | 1,446,806            | 26.2                 | 28 / 106 | 1   |
| 1978 | 1,420,777            | 25.9                 | 29 / 106 | 1   |
| 1981 | 1,149,353            | 19.3                 | 22 / 106 | 7   |
| 1985 | 1,260,113            | 21.0                 | 25 / 106 | 3   |
| 1987 | 1,169,377            | 19.2                 | 22 / 106 | 3   |
| 1991 | 1,028,699            | 16.8                 | 20 / 106 | 2   |
| 1995 | 1,009,656            | 16.8                 | 7 / 40   | 13  |
| 1999 | 913,508              | 14.7                 | 6 / 40   | 1   |
| 2003 | 832,849              | 12.7                 | 6 / 40   | =   |
| 2007 | En coalició amb N-VA | En coalició amb N-VA | 8 / 40   | 2   |
| 2010 | 646,375              | 10.0                 | 4 / 40   | 4   |
| 2014 |                      |                      | 8 / 60   | 4   |
| 2019 |                      |                      | 5 / 60   | 3   |
| 2024 |                      |                      | 5 / 60   | =   |

### Regional

#### Parlament de Brussel·les
| Any  | Vots                 | %                    | %                    | Escons | +/- | Govern         |
| Any  | Vots                 | D.E.C.               | Overall              | Escons | +/- | Govern         |
| ---- | -------------------- | -------------------- | -------------------- | ------ | --- | -------------- |
| 1989 | 18,523               |                      | 4.2 (#6)             | 4 / 75 |     | Coalició       |
| 1995 | 13,586               |                      | 3.3 (#6)             | 3 / 75 | 1   | Coalició       |
| 1999 | 14,284               | 23.6 (#2)            | 2.3 (#6)             | 3 / 75 | =   | Coalició       |
| 2004 | En coalició amb N-VA | En coalició amb N-VA | En coalició amb N-VA | 3 / 89 | =   | Coalició       |
| 2009 | 7,696                | 14.8 (#4)            | 1.7 (#9)             | 3 / 89 | =   | Coalició       |
| 2014 | 6,105                | 11.4 (#5)            | 1.3 (#13)            | 2 / 89 | 1   | Coalició       |
| 2019 | 5,231                | 7.5 (#6)             | 1.1 (#14)            | 1 / 89 | 1   | Oposició       |
| 2024 | 5,102                | 6.3 (#8)             | 1.0 (#15)            | 1 / 89 | =   | Per determinar |

#### Parlament flamenc
| Any  | Vots                 | %                    | Escons   | +/- | Govern   |
| ---- | -------------------- | -------------------- | -------- | --- | -------- |
| 1995 | 1,010,505            | 26.8 (#1)            | 37 / 124 |     | Coalició |
| 1999 | 857,732              | 22.1 (#1)            | 30 / 124 | 7   | Oposició |
| 2004 | En coalició amb N-VA | En coalició amb N-VA | 29 / 124 | 1   | Coalició |
| 2009 | 939,873              | 22.9 (#1)            | 31 / 124 | 2   | Coalició |
| 2014 | 860,685              | 20.5 (#2)            | 27 / 124 | 4   | Coalició |
| 2019 | 652,766              | 15.4 (#3)            | 19 / 124 | 8   | Coalició |
| 2024 | 571,137              | 13.0 (#4)            | 16 / 124 | 3   | Coalició |

### Parlament Europeu
| Any  | Líder            | Vots                 | %                    | %                    | Escons | +/- | Grup   |
| Any  | Líder            | Vots                 | D.E.C.               | Total                | Escons | +/- | Grup   |
| ---- | ---------------- | -------------------- | -------------------- | -------------------- | ------ | --- | ------ |
| 1979 | Leo Tindemans    | 1,607,941            | 48.09 (#1)           | 29.54                | 7 / 24 | Nou | EPP    |
| 1984 | Leo Tindemans    | 1,132,682            | 32.53 (#1)           | 19.80                | 4 / 24 | 3   | EPP    |
| 1989 | Leo Tindemans    | 1,247,075            | 34.08 (#1)           | 21.14                | 5 / 24 | 1   | EPP    |
| 1994 | Leo Tindemans    | 1,013,266            | 27.43 (#1)           | 16.98                | 4 / 25 | 1   | EPP    |
| 1999 | Miet Smet        | 839,720              | 21.68 (#2)           | 13.49                | 3 / 25 | 1   | EPP-ED |
| 2004 | Jean-Luc Dehaene | En coalició amb N-VA | En coalició amb N-VA | En coalició amb N-VA | 3 / 24 | =   | EPP-ED |
| 2009 | Jean-Luc Dehaene | 948,123              | 23.26 (#1)           | 14.43                | 3 / 22 | =   | EPP    |
| 2014 | Marianne Thyssen | 840,814              | 19.96 (#3)           | 12.56                | 2 / 21 | 1   | EPP    |
| 2019 | Kris Peeters     | 617,651              | 14.53 (#4)           | 9.17                 | 2 / 21 | =   | EPP    |
| 2024 | Wouter Beke      | 594,968              | 13.20 (#3)           | 8.84                 | 2 / 22 | =   | EPP    |

## Presidents
CVP/PSC
- 1945-1947 Gilbert Mullie
- 1947-1949 Paul Willem Segers
- 1949-1959 Jef De Schuyffeleer
- 1959-1961 Fred Bertrand
- 1961-1963 Jozef De Saeger
- 1963-1968 Robert Vandekerckhove

CVP
- 1968-1972 Robert Vandekerckhove
- 1972-1979 Wilfried Martens
- 1979-1982 Leo Tindemans
- 1982-1988 Frank Swaelen
- 1988-1993 Herman Van Rompuy
- 1993-1996 Johan Van Hecke
- 1996-1999 Marc Van Peel
- 1999-2001 Stefaan De Clerck

CD&V
- 2001-2003 Stefaan De Clerck
- 2003-2004 Yves Leterme
- 2004-2007 Jo Vandeurzen
- 2007-2008 Etienne Schouppe
- 2008-2008 Wouter Beke
- 2008-2010 Marianne Thyssen
- 2010–2019 Wouter Beke
- 2019-2022 Joachim Coens
- 2022- Sammy Mahdi